# Endre Szervánszky
Endre Szervánszky (født 27. december 1911 i Budapest, Ungarn - død 25. juni 1977) var en ungarsk komponist, professor, klarinettist og lærer.
Szervánszky var en af de betydligste komponister i generationen efter Bela Bartok og Zoltan Kodaly i Ungarn. Han studerede klarinet (1922-1927), og komposition (1931-1936) på Bela Bartok Musikkonservatoriet i Budapest, og var fra (1948) professor og lærer i komposition på konservatoriet. Han har skrevet en symfoni, orkesterværker, kammermusik, koncertmusik, klaverstykker, sceneværker, sange og korværker etc. Szervánszky var i starten påvirket af Bela Bartok og ungarsk folklore, men slog senere over i serialisme og tolvtone stil i sine kompositioner. Han har undervist mange af eftertidens betydningsfulde ungarske komponister, så¨som feks Sándor Balassa.

## Udvalgte værker
- Symfoni nr. 1 (1946) - for orkester
- Serenade (1947) - for strygeorkester
- Serenade (1950) - for klarinet og orkester
- Koncerter (1984) - for orkester
- Klarinetkoncert (1965) - for klarinet og orkester
- Fløjtekoncert (1952-1954) - for fløjte og orkester
- Rekviem (1963) - for kor og orkester
- To Strygekvartetter (nr. 1 (1931-1936), nr. 2 (1956)